# Клаттербак, Кэл
Паскаль Уильям (Кэл) Клаттербак (англ. Pascal William "Cal" Clutterbuck; род. 18 ноября 1987 года, Велланд) — канадский хоккеист, нападающий.

## Карьера

### Клубная
На драфте НХЛ 2006 года был выбран в 3-м раунде под общим 72-м номером клубом «Миннесота Уайлд». Он продолжил играть за команду «Ошава Дженералз» и по окончании сезона 31 мая 2007 года подписал с «Миннесотой» трёхлетний контракт новичка. Он был переведён в фарм-клуб команды «Хьюстон Аэрос», откуда был вызван в НХЛ на замену травмированному Паволу Демитре.
Дебютировал в НХЛ 28 октября 2007 года в матче с «Колорадо Эвеланш», закончившийся победой «Эвеланш» со счётом 3:1. В следующем сезоне он закрепился в основе команды и 24 ноября 2008 года в матче с «Вашингтон Кэпиталз» забросил две шайбы в победном матче с «Вашингтон Кэпиталз» (4:3). По итогам сезона он установил рекорд НХЛ, совершив 356 бросков в створ ворот.
30 июня 2013 года был обменян в «Нью-Йорк Айлендерс» на Нино Нидеррайтера. В следующем сезон он был назначен альтернативным капитаном.
9 декабря 2016 года подписал с командой новый пятилетний контракт.
21 марта 2021 года продлил контракт с клубом на два года.
22 ноября 2023 года матч против клуба «Филадельфия Флайерз» стал 1000-м матчем в его карьере; матч завершился победой «Флайерз» со счётом 3:2.
В сезоне 2023/24 сыграл все 82 матча, набрав 19 очков (7+12). Летом 2024 года перешёл на работу телекомментатора в MSG Network.
23 апреля 2025 года официально объявил о завершении игровой карьеры. Завершил выступления как рекордсмен НХЛ по количеству силовых приёмов (4,029). В прощальном посте в Instagram поблагодарил партнёров по «линии идентичности» — Мэтта Мартина и Кейси Сизикаса, а также болельщиков «Айлендерс».

### Международная
Играл за юниорскую сборную на ЮЧМ-2005, на котором завоевал серебряные медали.
Играл за сборную Канады на ЧМ-2011 на котором канадцы остались без медалей, проиграв в 1/4 финале сборной России со счётом 2:1.

## Статистика
| Легенда | Легенда                    | Легенда | Легенда                   | Легенда | Легенда    |
| ------- | -------------------------- | ------- | ------------------------- | ------- | ---------- |
| И       | Количество проведённых игр | Штр     | Штрафное время            | +/−     | Плюс-минус |
| Г       | Голы                       | П       | Голевые передачи          | О       | Очки       |
| -       | Статистика неизвестна      | —       | Статистика не учитывалась |         |            |